# Énergie (économie)

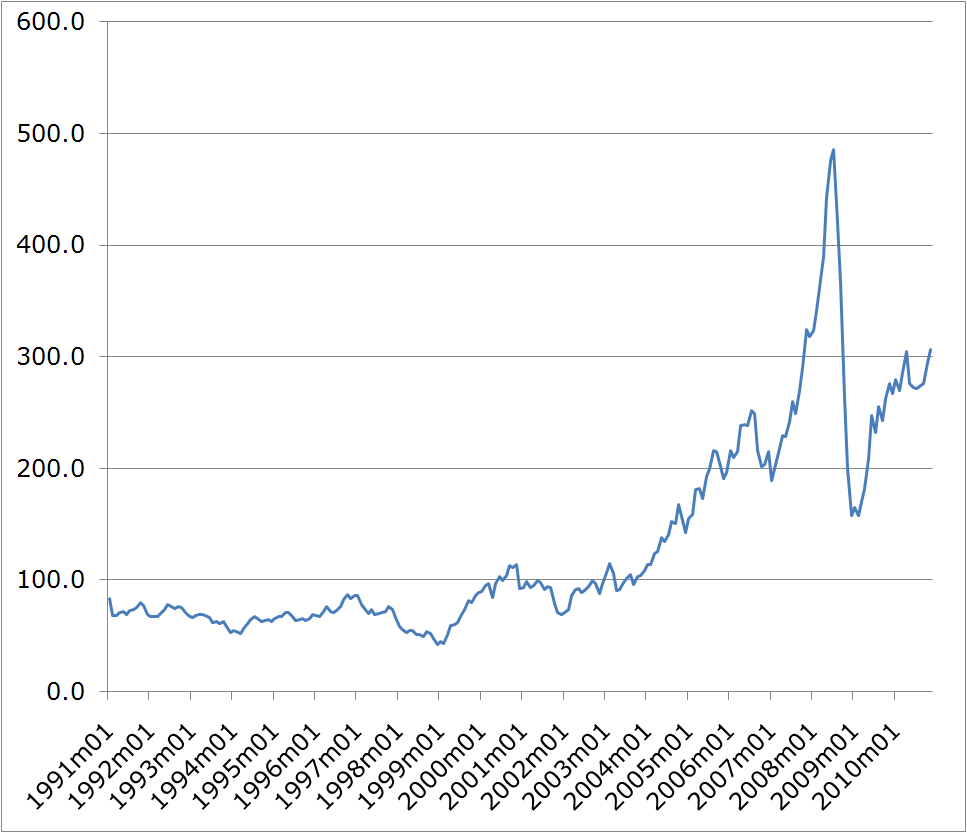
Évolution des cours mondiaux de l'énergie, 1991-2010 (indice 100 en 2000).

Prix du pétrole aux États-Unis, sur une période longue.

Pour les articles homonymes, voir Énergie (homonymie).
L'énergie est un secteur économique de première importance, qui comprend la production, le transport, la transformation, la distribution et la commercialisation des diverses sources d'énergie. L'exploitation des sources d'énergie primaire est suivie par sa transformation éventuelle en énergie secondaire : production de produits pétroliers par raffinage, production d'électricité et de chaleur. Cette énergie est ensuite stockée (à l'exception majeure de l'électricité) puis transportée avant d'être distribuée au consommateur final. C'est ce que l'on appelle l'énergie finale.

## Utilité
Les principales ressources énergétiques primaires sont les énergies fossiles (gaz naturel, charbon, pétrole), l’énergie nucléaire et les énergies renouvelables : énergie hydroélectrique, énergie éolienne, énergie solaire, biomasse, énergie géothermique.
L'énergie est essentielle au bon fonctionnement de l’activité économique, puisque toute transformation de matière première, tout travail et tout mouvement requièrent de l'énergie. Les activités économiques telles que les productions industrielles, les transports, le chauffage des bâtiments, l'utilisation d'appareils électriques divers, sont consommatrices d'énergie ; l'efficacité énergétique, la dépendance énergétique, la sécurité énergétique et le prix de l’énergie sont des préoccupations majeures. L'utilisation de l'énergie permet de satisfaire des besoins humains appartenant in fine aux trois grandes catégories que sont la production de chaleur ou de froid (aussi appelée « usage fixe »), la mobilité et les usages couverts spécifiquement par l'électricité,.
La prise de conscience des effets du réchauffement climatique a conduit ces dernières années à un débat mondial sur la maîtrise des émissions de gaz à effet de serre et à des actions pour leur réduction. Cela conduit à envisager des transformations des modes de production et de consommation énergétique (transition énergétique), non seulement en raison des contraintes liées à l'épuisement de l'offre, mais aussi à cause des problèmes posés par les déchets, les pollutions causées par l'extraction et la consommation des énergies fossiles, ou certains scénarios géopolitiques.

## Historique
Pendant la plus grande partie de son histoire, l'humanité n'a disposé que d'énergies renouvelables pour couvrir ses besoins énergétiques. Au Paléolithique, les seules énergies disponibles étaient la force musculaire humaine et l'énergie de la biomasse utilisable grâce au feu.
Le Néolithique a apporté un progrès déterminant avec l'invention de la traction animale, qui est survenue plus tard que la domestication des animaux. On estime que l'homme a commencé à atteler des bovins à des araires ou des véhicules à roues durant le IVe millénaire av. J.-C. Ces techniques inventées dans l'ancien croissant fertile ou en Ukraine, ont par la suite connu un développement mondial.
L'invention de la marine à voile a été un progrès important pour le développement des échanges commerciaux dans le monde.
Celle des moulins à eau et à vent a également apporté une énergie supplémentaire considérable. Fernand Braudel qualifie de « première révolution mécanique » l'introduction progressive, du XIe siècle au XIIIe siècle, des moulins à eau et à vent.
À la fin du XVIIIe siècle, à la veille de la révolution industrielle, la quasi-totalité des besoins d'énergie de l'humanité était encore assurée par des énergies renouvelables. Dans un essai d'évaluation de la répartition des consommations par source d'énergie, Fernand Braudel estime à plus de 50 % la part de la traction animale, environ 25 % celle du bois, 10  à   15 % celle des moulins à eau, 5 % celle de la force humaine et un peu plus de 1 % celle du vent pour la marine marchande ; il renonce à chiffrer la part des moulins à vent, faute de données. Il mentionne pour mémoire la batellerie fluviale, la marine de guerre, le charbon de bois et le charbon de terre.
Cet usage massif des énergies renouvelables n'allait pas sans dégâts : déforestation, pollution dues aux déjections animales et à la combustion du bois, etc ; encore aujourd'hui, selon l'OMS, près de 1,7 million de décès prématurés par an sont attribués à la pollution de l'air intérieur causée par la cuisine dans l'Asie du Sud-Est, l'Inde en particulier, où 700 millions de personnes dépendent des combustibles solides (bois, charbon de bois, charbon, déchets végétaux et animaux) et des foyers traditionnels pour cuisiner.
La révolution industrielle, qui commence en Grande-Bretagne au XVIIIe siècle, s'étend ensuite à l'Europe continentale, à l'Amérique du Nord, et au Japon. Basée sur la disponibilité de combustible (bois, charbon, etc.) pour actionner des machines à vapeur. Le commerce international se développe alors d'une façon exponentielle grâce aux machines à vapeur alimentées par du charbon conçues pour les chemins de fer et les bateaux à vapeur durant l'époque victorienne dans les années 1810-1840. Le charbon était meilleur marché et beaucoup plus efficace énergétiquement que le bois dans la plupart des machines à vapeur.
L'apparition de la machine à vapeur, puis du moteur Diesel, ont entraîné le déclin des moulins à eau et de l'énergie éolienne au XIXe siècle ; les moulins à eau et à vent ont disparu, remplacés par les minoteries industrielles. Au milieu du XXe siècle, l'énergie éolienne n'était plus utilisée que pour la navigation de plaisance et pour le pompage (agriculture, polders).
La mise au point au début du XIXe siècle du procédé de « distillation » (en fait une pyrolyse de la houille pour obtenir du gaz manufacturé permet sa diffusion comme gaz d'éclairage à Londres à partir de 1812, puis sur le continent européen.
L'industrie pétrolière fait ses débuts en 1859 simultanément en Allemagne, à Wietze et aux États-Unis, à Titusville (Pennsylvanie).
L'énergie hydraulique a connu un nouvel âge d'or à partir de la fin du XIXe siècle avec l'hydroélectricité, apparue :
- Aux États-Unis (Grand Rapids (Michigan), 1880 et Niagara Falls, 1881)[8],
- en Suisse (Lausanne, 1882)[9],
- en France (Lancey, 1882)[10],
- en Italie (Chiavenna, 1883)[11].

L'hydroélectricité progresse peu à peu en puissance et en complexité, pour s'épanouir à partir des années 1950 avec l'épopée des grands barrages aux États-Unis, en Europe et en Russie, puis en Amérique latine et en Asie, en particulier en Chine, qui prend la tête du classement des producteurs hydroélectriques avec plus du quart de la production mondiale.
Au début du XXe siècle, les usages du pétrole se développent : en 1905 Henry Ford lance la production de masse dans l'automobile, qui ouvre le marché des carburants liquides ; les moteurs Diesel se répandent dans la marine ; la pétrochimie multiplie ses produits : matières plastiques, fibres synthétiques, etc.
En 1913, le charbon représente environ 93 % de la production mondiale d'énergie et le pétrole 6 % ; en 1938, le charbon est encore à 70 %, le pétrole à 23 %, le gaz à plus de 5 % et l'électricité à 1 %.

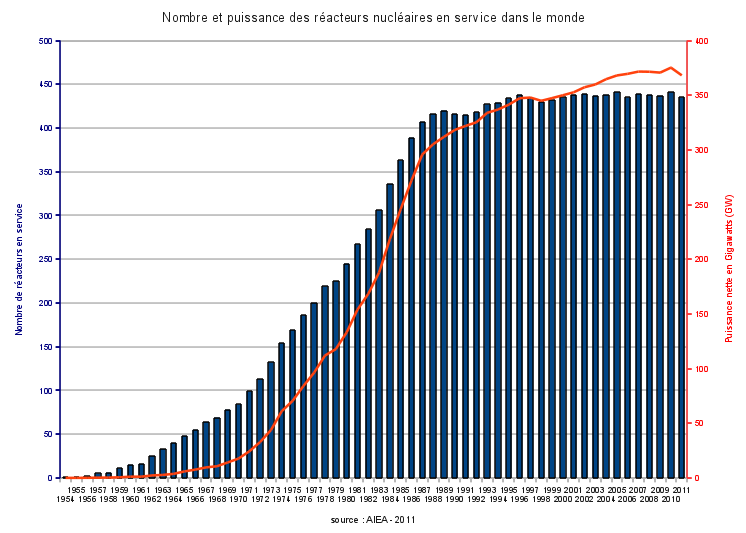
Nombre et puissance des réacteurs nucléaires en service dans le monde jusqu'en 2011.

La première centrale nucléaire du monde à avoir produit de l'électricité, l’Experimental Breeder Reactor I (EBR-I), est construite au laboratoire national de l'Idaho aux États-Unis et entre en service le 20 décembre 1951, suivie par centrale nucléaire civile connectée au réseau électrique à Obninsk en Union soviétique en 1954, puis par celle de Marcoule dans la vallée du Rhône en 1956, celle de Sellafield au Royaume-Uni en 1956, et le réacteur nucléaire de Shippingport aux États-Unis en 1957. L'énergie nucléaire se développe rapidement jusqu'aux années 1980, mais après l'accident nucléaire de Three Mile Island en 1979, plus des deux tiers des centrales nucléaires commandées dans les années 1970 ont été annulées ; en 1986, la catastrophe de Tchernobyl a conduit à plusieurs moratoires ; enfin, l'accident nucléaire de Fukushima a convaincu plusieurs pays à annoncer leur sortie du nucléaire : Allemagne, Belgique, Suisse et Taïwan, et le Japon a fermé tous ses réacteurs pendant plusieurs années ; les principaux pays ont cependant poursuivi leurs programmes nucléaires : Chine, Russie, Inde.
Les éoliennes sont réapparues à partir des années 1990, bénéficiant de techniques plus performantes issues de l'aviation. Le solaire thermique et le solaire photovoltaïque décollent au début des années 2000 ; leur développement a pris de l'ampleur avec la généralisation progressive des politiques de soutien aux énergies renouvelables.

## Énergétique: l'énergie dans les sociétés humaines
Les sociétés humaines utilisent une petite partie de l'énergie reçue ou produite sur Terre : la consommation mondiale d'énergie représentait, en l'an 2000, à peine 1/10 000e de l'énergie reçue du Soleil au niveau du sol.
Si l'énergie est un concept unitaire sur le plan physique, elle prend plusieurs aspects du point de vue des sociétés humaines, en fonction de la manière dont elle est à mise à leur disposition. La crainte d'un épuisement des ressources, ainsi que celle du changement climatique causé par les émissions de gaz à effet de serre, a conduit à définir de nouvelles classifications des sources d'énergie. Enfin, la production d'une énergie utile pour les activités humaines a un coût, ce qui donne à l'énergie une valeur économique qui détermine les politiques énergétiques des États.
L'ONU a déclaré 2012 « année internationale de l'énergie durable pour tous », afin de sensibiliser les États à l'importance d'améliorer l'accès durable à l'énergie, l'efficacité énergétique et les énergies renouvelables aux niveaux local, régional et international.

## Sources d'énergie
On qualifie également l’énergie selon la source d’où elle est extraite ou le moyen par lequel elle est acheminée: les énergies fossiles, l’énergie nucléaire, l’énergie de masse, l’énergie solaire, l’énergie électrique, l’énergie chimique, l’énergie thermique, l'énergie d’origine biomassique (biomasse sèche, biomasse humide et biocarburants) ;
Il existe des sources d'énergie qui sont régénérées par des processus naturels dans la mesure où on les exploite sans dépasser les limites de cette capacité de régénération : on les nomme par convention énergies renouvelables.

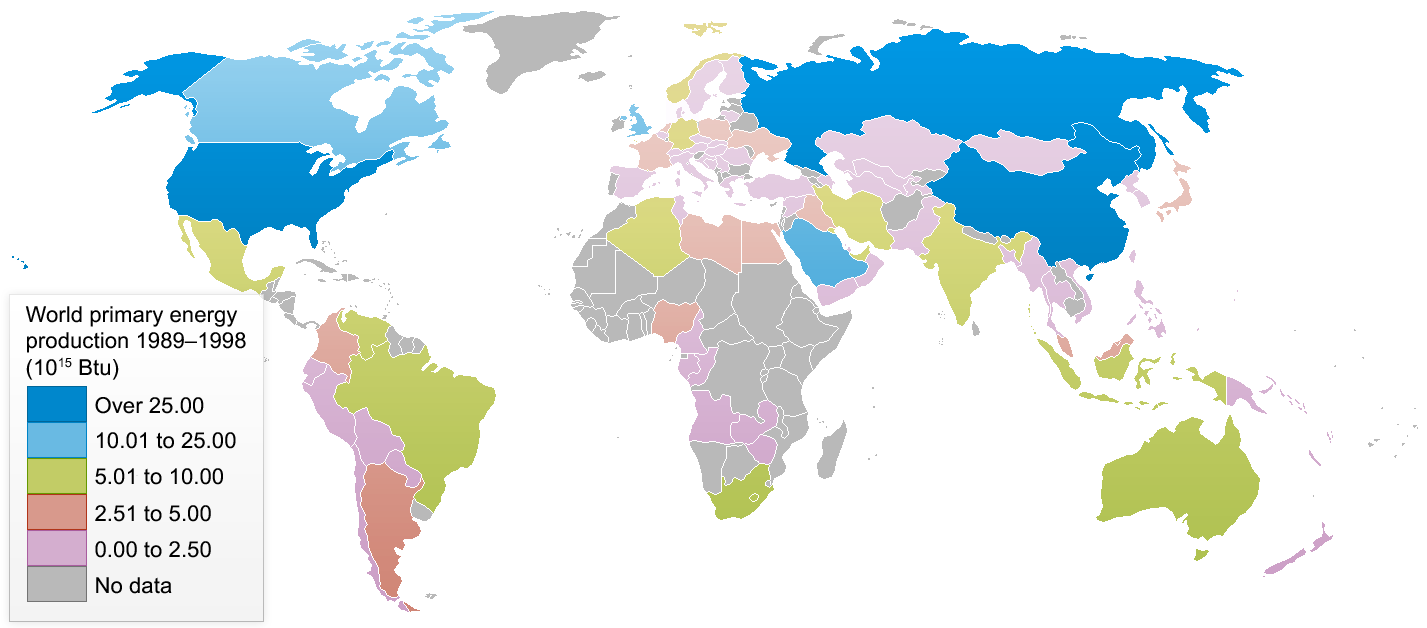
Carte de la répartition de la production d'énergie dans le monde entre 1989 et 1998.

## Approvisionnement en énergie
Les sources d'énergies utilisées par l'homme sont d'origine renouvelable ou non :

### Énergies fossiles ou non renouvelables
Les sources d'énergies non renouvelables sont des matières premières dont les stocks ne se reconstituent pas à l'échelle d'une vie humaine.
Les combustibles fossiles, qui résultent du stockage de matières organiques dans des couches géologiques, regroupent principalement le gaz naturel, le pétrole et le charbon), utilisés par les automobiles, les avions, les navires, les centrales thermiques, les équipements de chauffage...
Les énergies non renouvelables comprennent, outre les énergies fossiles, l'énergie d’origine nucléaire obtenue par fission nucléaire, la fusion nucléaire faisant l'objet de recherches pour une mise en œuvre éventuelle à l'échelle industrielle à très long terme.
L'ensemble de ces énergies sont produites à partir d'un stock fini de matières premières présentes dans le sol, dont la reconstitution n'est pas possible par des processus naturels à l'échelle humaine.

### Énergies renouvelables
Les énergies renouvelables correspondent à des sources d'énergie de flux ou dont les stocks peuvent se renouveler en quelques années ou quelques dizaines d'années. C'est le cas de l'énergie solaire, de l'énergie éolienne, de l'énergie hydraulique, dont le flux ne varie qu'en fonction de facteurs climatiques, indépendamment de la consommation qui en est faite (énergie fatale). Les énergies issues du bois et plus généralement de la biomasse ne sont pas inépuisables mais sont considérées comme renouvelables si leur usage ne dépasse pas la quantité de biomasse générée chaque année.
Les énergies renouvelables regroupent des formes d'énergie très variées : 
- l'énergie provenant de la biomasse (biomasse sèche, biomasse humide et biocarburants) ;
- l'énergie hydraulique des cours d'eau, exploitée au fil de l'eau ou au moyen de barrages, conduites forcées et turbines, pour produire de la force mécanique ou de l'électricité ;
- l'énergie éolienne ;
- l'énergie solaire par conversion de l'énergie lumineuse en chaleur (solaire thermique ; solaire thermodynamique) ou directement en électricité (photovoltaïque) ;
- l'énergie des vagues, énergie d’origine cinétique et potentielle liée au déplacement de la surface de la mer sous l'action de la houle ;
- l'énergie géothermique ;
- l'énergie marémotrice ;
- l'énergie thermique des mers ;
- l'énergie animale, d’origine musculaire (conversion de sucres et/ou lipides et/ou amidons en chaleur et en mouvement).

Ces différentes énergies proviennent, par transformations successives, de trois sources principales :
- le Soleil : cette énergie est utilisée directement (photovoltaïque, solaire thermique) ou indirectement : énergie du vent produit par les différences thermiques dans l'atmosphère, énergie hydroélectrique provenant de l'évaporation (cycle de l'eau), énergie de la biomasse qui dépend de la photosynthèse, énergie des hydrocarbures qui proviennent eux-mêmes d'une biomasse fossile ;
- le sous-sol : énergie nucléaire (uranium, thorium) et géothermie profonde ;
- la gravitation : celle de la Terre et celle de la Lune (énergie marémotrice).

On peut remarquer que les deux premières de ces sources relèvent de l'énergie nucléaire : fusion dans le cas du soleil, fission dans le cas de l'énergie thermique du sous-sol, produite par la fission d'atomes d'uranium ou de thorium dans le noyau terrestre.
Certaines de ces énergies ont un coût marginal de production très faible, la ressource étant disponible presque gratuitement une fois que les frais fixes des installations ont été amortis (vent, soleil, hydraulique).

## Secteur de l'énergie
Le secteur de l'énergie comprend plusieurs sous-secteurs, de l'amont vers l'aval de la chaine de valeur : la production d'énergie primaire, leur transformation en énergie secondaire, le transport, la distribution, la commercialisation et la consommation finale des diverses sources d'énergie. Les quatre premiers de ces sous-secteurs sont caractérisés par leur intensité capitalistique, c'est-à-dire par le poids prépondérant du capital dans la combinaison de facteurs nécessaires à leur activité : dans leur compte d'exploitation, les charges de personnel sont moins élevées que les amortissements et charges financières. De ce fait, les économies d'échelle et les besoins en capitaux (oléoducs, raffineries, centrales électriques, mines et puits, etc.) sont très importants, la recherche de financements est primordiale dans leur gestion, et les décisions d'investissement prennent souvent de longues années, de même que la réalisation des installations de production, transformation ou transport.
D'autre part, leur caractère vital pour l'économie, leurs implications géopolitiques, leur poids souvent majeur dans les revenus de l'État, leurs importants impacts environnementaux suscitent des interventions multiformes de la sphère politique, allant de la réglementation à la nationalisation pure et simple. Les contraintes réglementaires pèsent très lourdement dans les coûts et délais d'investissement, allant parfois jusqu'à des blocages sur des dizaines d'années, en particulier dans le secteur du transport (lignes à haute tension, gazoducs et oléoducs).
Ce secteur tend, depuis la fin du XXe siècle, par le jeu des fusions-acquisitions, à être dominé par un petit nombre de sociétés de taille nationale ou mondiale, dont une part très importante sont nationalisées, en particulier dans les secteurs pétrolier et gazier ; par contre, le secteur de la production d'électricité, presque entièrement nationalisé depuis les années 1930 jusqu'aux années 1970, a connu depuis un mouvement presque général de privatisation ou au moins d'ouverture à la concurrence souvent désigné par le terme de déréglementation.

### Production d'énergie primaire
Le contrôle d'une ressource énergétique fossile crée une rente dont son propriétaire peut tirer un profit. La propriété du sous-sol est généralement contrôlée au moins en partie par l'État ; les états disposant de gisements d'hydrocarbures en retirent d'importantes ressources sous forme de taxes ou de royalties. Ainsi, en 2015, l'Arabie saoudite tirait du pétrole 90 % de ses recettes d'exportation et 80 % des revenus du budget de l'État. Cette source de revenus « trop faciles » crée très souvent des effets pervers (corruption, parasitisme, tendance à l'abandon des autres branches de l'économie, etc) désignés par les expressions malédiction des ressources naturelles ou maladie hollandaise.
Les prix des combustibles fossiles sont très volatils. Ils sont affectés par les évolutions de l'offre (découverte de nouveaux gisements, apparition de nouvelles techniques comme la fracturation hydraulique, construction de nouveaux équipements de transport) et de la demande (crises économiques, politiques d'économies d'énergie, développement des pays émergents), mais aussi par les aléas géostratégiques.

### Transformation en énergie secondaire
La transformation d'énergie primaire en énergie secondaire concerne la plupart des énergies :
- le pétrole brut est transformé en produits pétroliers dans les raffineries ;
- le gaz naturel brut subit un certain nombre de traitements afin de séparer divers composants ;
- le coke est obtenu à partir du charbon par pyrolyse dans une cokerie ; il est utilisé dans la sidérurgie ;
- les centrales électriques dites « thermiques fossiles » transforment les combustibles fossiles en électricité ; cette transformation a un rendement de 35 % (donc 65 % de l'énergie primaire est perdue), sauf dans les centrales à cycle combiné, qui atteignent plus de 60 %, ainsi que les centrales à charbon supercritiques qui atteignent un rendement de 44 %[18] ;
- les centrales nucléaires fonctionnent de la même façon que les centrales thermiques fossiles, la vapeur produite grâce à la chaleur du réacteur entrainant une turbine, avec un rendement identique ;
- les centrales géothermiques ont également le même principe, mais leur faible température de fonctionnement limite leur rendement à 10 à 23 %.

Par convention, on considère que les centrales hydroélectriques, éoliennes et solaires transforment directement l'énergie primaire en électricité avec un rendement de 100 %. En fait, il y a bien des pertes de conversion lors de cette transformation (par exemple, les cellules photovoltaïques ont un rendement de 12 à 20 %), mais il n'est pas jugé utile de mesurer l'énergie amont (énergie cinétique de l'eau ou du vent, énergie du rayonnement solaire).

### Transport
Le transport des combustibles fossiles bruts ou raffinés s'effectue soit par voie terrestre : oléoduc, gazoduc, carboduc (beaucoup plus rare), transport par chemin de fer, par barge en eau douce et par camion, ou par voie maritime : pétrolier pour le pétrole, charbonnier pour le charbon, méthanier pour le gaz naturel (transporté sous forme de gaz naturel liquéfié afin de réduire son volume). Le transport de l'électricité s'effectue par ligne à haute tension (ligne de tension supérieure à 50 kV) à courant alternatif ; ce mode de transport engendre des pertes en ligne ; dans les circonstances où ces pertes sont jugées trop élevées (câble sous-marin, transport à grande distance, on recourt aux lignes à courant continu haute tension.
Les coûts de transport représentent une part importante, quoique très variable selon les lieux et les périodes, des coûts complets des énergies : ainsi, les coûts de transport du charbon sont significativement plus élevés que ceux du pétrole (4 à 5 fois plus en temps normal) ; les mines de charbon proches des centres de consommation bénéficient ainsi d'une rente de situation géographique ; le coût du fret maritime du charbon est particulièrement volatil : habituellement de 6 $/tonne entre Afrique du Sud et Rotterdam durant les années 2000, il a pu s'envoler à 50 $/tonne fin 2007-début 2008 alors que le prix du charbon aux États-Unis était d'environ 75 $/tonne en 2015. Les coûts de transport et de distribution de l'électricité, qui en France sont répercutés sur les consommateurs via le tarif d'utilisation du réseau public d'électricité, représentent près de 30 % de la facture TTC d’un utilisateur résidentiel.

### Distribution
La distribution se situe à l'aval du transport et de la transformation en énergie finale ; pour le pétrole, elle commence à la sortie de la raffinerie et va jusqu'à la station service ou à la livraison du fioul pour le chauffage. Le stockage du pétrole et du gaz joue un rôle très important, non seulement pour compenser les fluctuations d’approvisionnement dues aux aléas subis par les chainons amont de la chaine énergétique ainsi qu'aux fluctuations de la demande causées par les facteurs climatiques et les comportements des consommateurs, mais aussi pour assurer une fonction stratégique d'autonomie énergétique du pays (réserve stratégique de pétrole). Les stocks de pétrole existent à différents stades de la chaine : dans les ports pétroliers, dans l'enceinte des raffineries, dans les dépôts de carburants et dans les stations-service. Les stocks de gaz sont également situés dans les ports, mais surtout dans des sites de stockage souterrain qui assurent l'adaptation de l'approvisionnement aux variations saisonnières de la demande.
Dans le secteur électrique, la distribution est assurée par le gestionnaire du réseau de distribution qui gère les réseaux à moyenne et basse tension. Le stockage de l'énergie est un problème particulièrement sensible dans le secteur électrique, étant donné que l'électricité ne se stocke pas et qu'il est donc indispensable de réaliser à chaque instant l'ajustement de la production d'électricité à la demande. Cet ajustement en temps réel nécessite la présence sur le réseau de moyens de production modulables, capable de réagir très rapidement en cas de variation brusque de la demande ; les centrales hydroélectriques de lac (dotées de réservoirs) et les centrales à gaz sont les moyens les mieux adaptés pour remplir cette fonction ; les centrales nucléaires et les centrales charbon peuvent participer à l'ajustement, mais seulement de façon programmée à l'avance car leur souplesse de fonctionnement est affectée par diverses contraintes. Les centrales de pompage-turbinage ont été conçues spécifiquement pour assurer l'ajustement quotidien aux variations à très court terme de la demande. Le développement des énergies renouvelables intermittentes (éolien, solaire) ajoute un degré supplémentaire de complexité au problème de l'ajustement offre-demande.

## Statistiques sur l'énergie

### Ressources et consommation énergétiques mondiales
Énergies utilisées en 2014 dans le monde.
- Pétrole (40,8 %)
- Charbon (20,0 %)
- Gaz naturel (20,2 %)
- Énergies renouvelables (17,1 %)
- Nucléaire (1,9 %)

### Consommation par pays

Consommation d'énergie mondiale en 2010
(kg équivalent pétrole par habitant)
source : World Data Bank 2010.

## Évolution, tendances
La principale évolution semble être la recherche d'une réduction des consommations d'énergie, ou du moins de l'amélioration de l'efficacité énergétique, ainsi qu'une réorientation vers les énergies renouvelables, face notamment à la raréfaction du pétrole et aux dangers des énergies fossiles : pollution, émissions de gaz à effet de serre ; les anti-nucléaires y ajoutent la recherche d'une sortie du nucléaire auquel ils attribuent une dangerosité élevée et un coût croissant ; ils soulignent la difficulté de traiter ses déchets et son déficit d'acceptabilité après les grands accidents de Tchernobyl et Fukushima ; les partisans du nucléaire le considèrent au contraire comme l'un des moyens les plus efficaces de combattre le changement climatique.
Le prospectiviste Jeremy Rifkin annonce pour le début du XXIe siècle une troisième révolution industrielle issue de la convergence du secteur de l'énergie et de celui de l'informatique, qui pourrait permettre la mise en commun et le partage de millions de sources distribuées d'énergie (solaire, éolienne, marine, géothermique, hydroélectrique, issue de la biomasse et des déchets, etc.). Rifkin estime qu'elle doit être mise en œuvre avant 2050 et largement entamée en 2020 si l'humanité veut répondre aux défis du changement climatique, à la crise du pétrole, aux crises économique et écologiques. Les premières étapes de cette révolution se mettent en place avec le développement de l'autoconsommation d'énergie solaire favorisée par la généralisation des compteurs intelligents et les premières expérimentations de smart grids.